# Crkva sv. Duha u Jastrebarskom
Crkva sv. Duha je crkva u gradu Jastrebarsko, zaštićeno kulturno dobro.

## Opis dobra
Arhitektonski slojevita izvorno gotička kapela barokizirana je početkom 18.stoljeća, a današnji izgled rezultat je neogotičke obnove 19.stoljeća. Jednobrodna je, s izduljenim poligonalno zaključenim svetištem, sakristijom i zvonikom na glavnom pročelju. Dugo, usko poligonalno zaključeno svetište vjerojatno je ostatak gotičke građevine. Svođeno je križnim svodom, a apsida kalotom sa susvodnicama. Križni svod nad brodom rezultat je kasnije pregradnje i nema srednjovjekovno porijeklo. Inventar potječe iz 19.stoljeća.

## Zaštita
Pod oznakom Z-2068 zavedena je kao nepokretno kulturno dobro - pojedinačno, pravna statusa zaštićena kulturnog dobra, klasificirano kao "sakralna graditeljska baština".